# Datong-Becken
Das Datong-Becken (chinesisch 大同盆地, Pinyin Datong pendi) ist ein Becken in Nord-Shanxi in der Volksrepublik China auf etwa 1000 bis 2200 m Höhe über dem Meeresspiegel. Es liegt zwischen der Inneren und Äußeren Großen Mauer. Es bildet den westlichen Teil des in Nord-Shanxi und Nordwest-Hebei gelegenen Sanggan-Beckens (桑干盆地,  Sanggan pendi). Das Becken ist reich an Erz- und Kohlevorkommen.